# Ana María Izurieta
Ana María Izurieta, (Madri, 13 de janeiro de 1993), é uma ginasta equatoriana que compete em provas de ginástica artística pela Espanha.
Em 2009, Ana e sua compatriota Naomi Ruiz Walker representaram a Espanha no Campeonato Europeu de 2009 em Milão. María classificou-se para a final do individual geral, na qual, apesar da boa apresentação, não superou a terceira colocada, a suíça Ariella Kaeslin, terminando a prova na quarta posição. Classificou-se também a final dos exercícios de solo, nos quais repetiu a colocação anterior. Ainda em 2009, participou da etapa da Copa do Mundo de Glasgow, no Reino Unido, na qual se classificou em duas finais, o solo e a trave. No final da competição, saiu com duas medalhas, uma de ouro na trave de equilíbrio, empatada com a neerlandesa Sanne Wevers, e uma medalha de bronze no solo, atrás da russa Anna Myzdrikova que ficou com a prata, e da anfitriã Beth Tweddle, que terminou vencedora.
Nas provas de qualificação para os Jogos Olímpicos de 2012, em Londres, foi eliminada e não pôde participar. Izurieta atribuiu o resultado ao excesso de confiança. Ela foi a única representante da ginástica artística que tentou acessar os jogos daquele ano.